# 山东政法学院
山东政法学院（简称山政）是位于中国山东省省会济南市的一所政法类院校。创立于1955年。提供本专科和研究生（法律硕士）教育。立格联盟成员。

## 历史
- 1955.7-1959.2 山东省政法干部学校
- 1959.2-1961.8 山东政法学院
- 1961.8 撤销山东政法学院
- 1979.12-1983.10 山东省政法干部学校
- 1983.10-1987.10 山东省司法管理干部学院
- 1987.10-2007.3 山东省政法管理干部学院
- 2007年3月 升格为本科院校，更名山东政法学院
- 2011年 获得法律硕士专业研究生培养资格（特需）[4]